# 1461
1461 (MCDLXI) a fost un an comun al calendarului iulian, care a început într-o zi de joi.

## Evenimente
- 29 martie: Bătălia de la Towton (Marea Britanie). Regele Eduard al IV-lea al Angliei înfrânge forțele Casei de Lancaster, conduse de Henry Beaufort, ducele de Somerset.
- Imperiul din Trapezunt este cucerit de către Mehmet al II -lea.

## Nașteri
- 5 august: Alexandru al Poloniei Mare Duce al Lituaniei (d. 1506)
- 3 aprilie: Anne a Franței  (d. 1522)

## Decese
- 22 iulie: Carol al VII-lea al Franței  (n. 1403)
- 30 decembrie: Richard Plantagenet, Duce de York  (n. 1411)
- dată necunoscută: Sebastian de Rozgony  (n. ?)